# كأس إستونيا 2018–19
كأس إستونيا 2018–19 هو الموسم 27 من كأس إستونيا. أقيم خلال الفترة 5 يونيو 2018 وحتى 25 مايو 2019، وأشرف على تنظيمه اتحاد إستونيا لكرة القدم، وكان عدد الأندية المشاركة فيه 91، وفاز فيه نادي ترانز نارفا.